# Ștefan Târnovanu
Ștefan Târnovanu (* 9. Mai 2000 in Iași) ist ein rumänisch-spanischer Fußballtorhüter.

## Karriere

### Verein
Aus der Jugend von CSM Politehnica Iasi kommend, wechselte er im Januar 2018 auf Leihbasis zu CS Știința Miroslava, für die er dann in der zweiten Liga erstmals im Tor stand. Nach dem Ende seiner Leihe im Sommer 218 blieb er zunächst in Iași und wurde im Februar 2019 nach zwei Ligaeinsätzen im Oberhaus zum Saisonende an Sportul Snagov verliehen, wo er jedoch auch nur spärlich eingesetzt wurde. Nach seiner Rückkehr wurde er ab September 2019 Stammtorhüter von Politehnica. Anfang 2020 wechselte er zu FCSB Bukarest, wobei er auf Leihbasis noch bis zum Ende der laufenden Spielzeit bei seinem früheren Klub blieb. Hier kam er ab der Abstiegsrunde nicht mehr zum Einsatz. In Bukarest sah er, wenn er im Kader stand, erst einmal nur von der Bank zu. Erst ab März 2022 bekam er dauerhaft Einsätze und fungiert mittlerweile als Stammtorhüter.

### Nationalmannschaft
Nach einem Spiel mit der rumänischen U18 und ein paar weiteren mit der U19 wurde er auch für den Olympiakader bei den Spielen im Jahr 2021 nominiert, kam hier jedoch nicht zum Einsatz. Bei der U21 debütierte er im März 2022 und gehörte zum Kader bei der Europameisterschaft 2023, wo er zwei Einsätze hatte.
Sein Debüt für die rumänische A-Nationalmannschaft hatte er am 20. November 2022 bei einem 5:0-Freundschaftsspielsieg über Moldawien. Danach gehörte er während der Qualifikation für die Europameisterschaft 2024 immer wieder zum Kader und wurde später auch für den finalen Turnier-Kader für die Endrunde nominiert.